# Goudkammetje

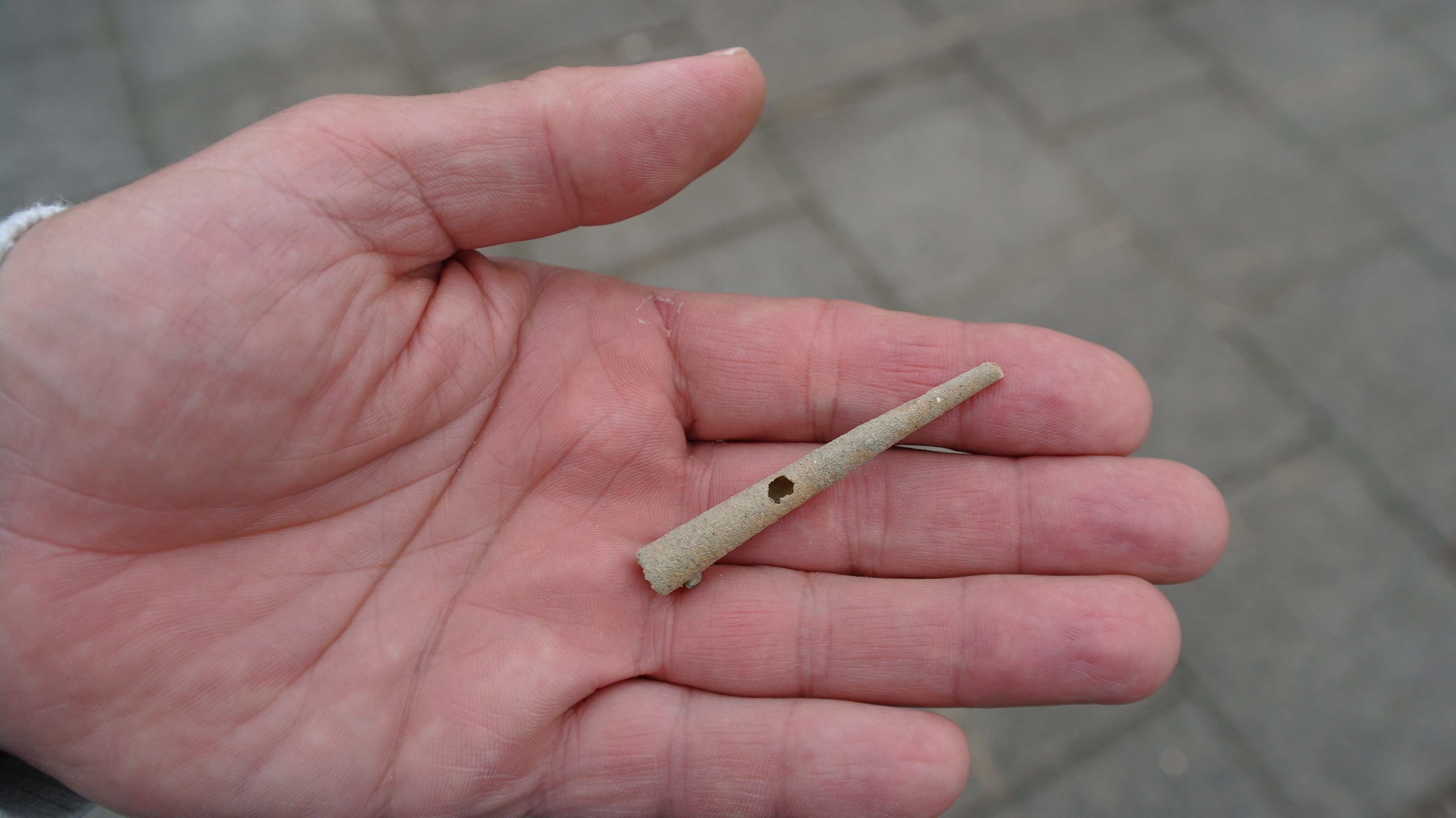
Koker van een goudkammetje

Het goudkammetje (Lagis koreni) is een borstelworm uit de stam van de ringwormen (Annelida). De wetenschappelijke naam van de soort werd in 1866 voor het eerst geldig gepubliceerd door Malmgren.

## Kenmerken
Deze borstelworm heeft 15 birame segmenten en beschermt zich in een taps toelopend kokertje van aaneengeklitte zandkorrels. Dit kokertje is aan beide kanten open en kan tot 5 cm lang zijn. Aan de kopzijde is de doorsnede van de koker groter dan aan de staartzijde. Het dier dankt zijn naam aan de rij goudkleurige borstels op de brede kop van het zalmroze lichaam, die voor het graven in het zand gebruikt worden. De staart heeft aan weerszijden van de eerste drie segmenten een klein, knotsvormig uitgroeisel, dat over de rug naar de binnenkant wijst.

## Leefwijze
De worm zelf graaft zich in zandige bodems tot tien cm diep in, op zoek naar algen en kleine diertjes. Hij doet dit met de kop naar beneden. In slikkige bodems maken goudkammetjes ook wel U-vormige buizen.

## Naamgeving
Over de loop der tijd is er meerdere keren verwarring ontstaan over de specifieke naamgeving van het goudkammetje. Mede dankzij het door elkaar halen van onderzoeksmateriaal en te kort omschreven kenmerken zijn meerdere soorten onder de naam Lagis koreni gevallen. Nederland bezit echter drie verschillende soorten goudkammetjes: het gewoon goudkammetje (Lagis koreni), het groot goudkammetje (Pectinaria belgica), en het gekarteld goudkammetje (Amphictene auricoma).